# مت گلنون
مت گلنون (انگلیسی: Matt Glennon؛ زادهٔ ۸ اکتبر ۱۹۷۸) بازیکن فوتبال اهل بریتانیا است.
از باشگاه‌هایی که در آن بازی کرده‌است می‌توان به باشگاه فوتبال چستر، باشگاه فوتبال هال سیتی، باشگاه فوتبال بولتون واندررز، باشگاه فوتبال استوک‌پورت کانتی، باشگاه فوتبال سنت جانستون، باشگاه فوتبال هالیفاکس تاون، باشگاه فوتبال بریستول راورز، باشگاه فوتبال کارلایل یونایتد، باشگاه فوتبال باکستون، باشگاه فوتبال هادرزفیلد تاون، باشگاه فوتبال فالکیرک، باشگاه فوتبال پورت ویل، و باشگاه فوتبال برادفورد سیتی اشاره کرد.
وی همچنین در تیم ملی فوتبال England C بازی کرده‌است.